# 孟德斯鸠阿旺泰斯
孟德斯鸠阿旺泰斯（法語：Montesquieu-Avantès，法語發音：[mɔ̃tɛskjø avɑ̃tɛs]）是法国阿列日省的一个市镇，属于聖日龍區。

## 地理
孟德斯鸠阿旺泰斯（43°1'24"N, 1°11'48"E）面积16.52 平方千米，位于法国奧克西塔尼大區阿列日省，该省份为法国西南部内陆省份，西部和北部与上加龙省接壤，东临奥德省，东南至东比利牛斯省接壤，南与安道尔和西班牙接壤。
与孟德斯鸠阿旺泰斯接壤的市镇（或旧市镇、城区）包括：卡马拉德、孔特拉济、莱斯屈尔、库斯朗地区蒙茹瓦、莫沃赞德圣克鲁瓦。

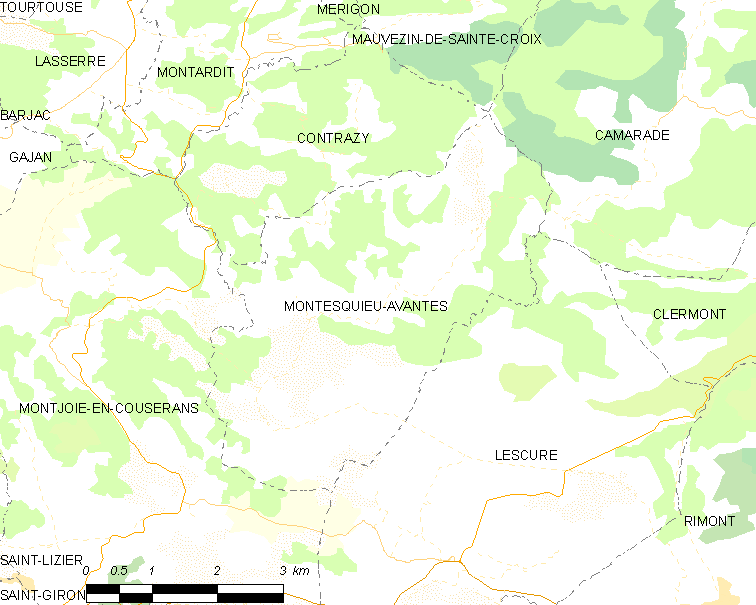
孟德斯鸠阿旺泰斯的OSM定位图

孟德斯鸠阿旺泰斯的时区为UTC+01:00、UTC+02:00（夏令时）。

## 行政
孟德斯鸠阿旺泰斯的邮政编码为09200，INSEE市镇编码为09204。

## 政治
孟德斯鸠阿旺泰斯所属的省级选区为库斯朗谷地县。

## 人口

1962-2008年间孟德斯鸠阿旺泰斯人口变化图示

孟德斯鸠阿旺泰斯于2022年1月1日时的人口数量为261人。